# 日進市立赤池小学校
日進市立赤池小学校（にっしんしりつあかいけしょうがっこう）は、愛知県日進市にある公立小学校。

## 通学区域
- 赤池町（屋下、下郷、村東、西組、中島、モチロ、箕ノ手の一部）
- 赤池（全区域）
- 赤池南（全区域）
- 浅田町（美濃輪の一部、笹原の一部、西田面の一部）
- 梅森町（向江の一部）
- 浅田平子（三丁目の一部）
- 公立中学校に進学する場合は日進市立日進西中学校に進学する。

## アクセス
- 名鉄豊田線・名古屋市営地下鉄鶴舞線 赤池駅より徒歩10分

## 周辺施設
- プライムツリー赤池

- 日進西出張所